# Henrik Mohn
Henrik Mohn, född 15 maj 1835 i Bergen, död 12 september 1916 i Kristiania, var en norsk meteorolog. Han var bror till Jacob och Emanuel Mohn.

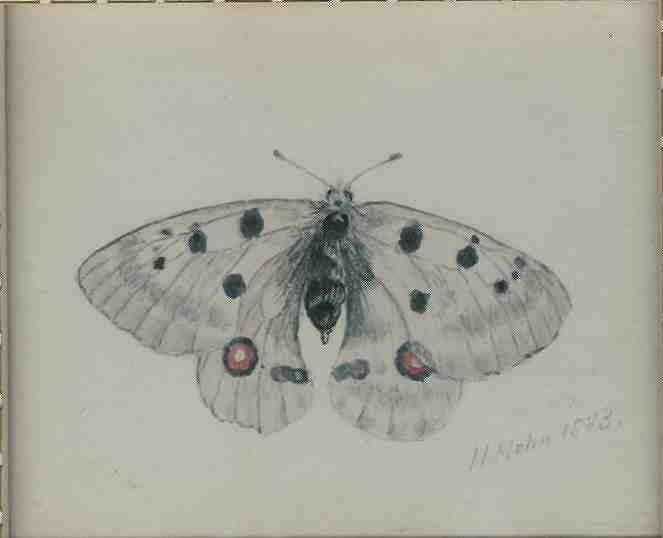
Teckning av Henrik Mohn.

Mohn blev kandidat 1858 och inriktade sig därefter på astronomi, i vilket ämne han blev universitetsstipendiat i detta ämne 1860, fick pris för en avhandling om Kometbanernes indbyrdes beliggenhed (universitetsprogram, 1861) och var observator 1861–66 vid Kristiania astronomiska observatorium. Han övergick emellertid till meteorologi och 1866 inrättades en professur för honom i detta då nya ämne vid universitetet i Kristiania, där han även blev föreståndare för det samma år grundlagda Meteorologisk institutt. På denna post fick han till uppgift att planlägga och genomföra en systematisk meteorologisk och klimatologisk utforskning av landet; det viktigaste resultatet härav blev de efterhand allt fullständigare vädernotiserna och stormvarningarna samt institutets iakttagelsematerial, bearbetat bland annat i Klimatabeller for Norge, I–XIV (1895–1906), en uttömmande skildring av Norges klimat och ett synnerligen värdefullt bidrag till uppfattningen av hela Skandinaviens klimatologiska förhållanden.
Åren 1875–81 var han medlem av direktionen för Norges geografiske opmaaling och från 1876 medlem av norska gradmätningskommissionen samt Norges representant i den internationella jordmätningsbyrån. Tillsammans med Georg Ossian Sars uppgjorde han 1874 planen till Den norske Nordhavsexpedition, i vilken han 1876–78 deltog och till vars ”Beretning” han lämnade väsentliga bidrag, bland annat band 10 (Meteorologi, 1883) och band 18 (Nordhavets dybder, temperatur og strømninger, 1887). Som medlem av internationella polarkommissionen organiserade han 1883 den norska polarstationen Bossekop i Alten. Han understödde de norska geografiska och oceanografiska expeditionerna genom att planlägga deras meteorologiska och klimatologiska observationer och bearbeta dessas resultat.
På begäran av styrelsen för Norges fyrväsen deltog han 1890 i den praktiska undersökningen av signaler vid dimma. I anslutning till detta utgav han Studien über Nebelsignale, I–II (i Annalen der Hydrographie und maritimen Meteorologie, 1893–95), och en populär framställning av hans reformprogram Om taagesignaler (1897). Mohns undersökningar angående hypsometern som lufttrycksmätare och dess användning vid bestämmandet av tyngdkorrektionen (1899) gav impulsen till Friedrich Robert Helmert och Oskar Heckers angivande av tyngdkraftsförhållandena på världshaven.
Mohn representerade Norge vid vetenskapliga möten och konferenser i utlandet, bland annat från 1873 vid nästan alla meteorologiska kongresser, av vilkas internationella kommitté han från 1874 var medlem. Från 1896 var han omväxlande preses och vicepreses i Kristiania videnskabsselskap och var ordförande i Letterstedtska föreningens norska sektion. Han var bland annat ledamot av Vetenskapssocieteten i Uppsala (från 1879), Kungliga örlogsmannasällskapet i Karlskrona (från 1881), Vetenskaps- och vitterhetssamhället i Göteborg (från 1882) och Vetenskapsakademien i Stockholm (från 1903). Vid Uppsala universitets jubelfest 1877 kreerades han till filosofie hedersdoktor.

## Nämnvärda publikationer
Bland hans övriga omfattande vetenskapliga produktion kan i övrigt nämnas hans bidrag till meteorologiska institutets Aarbog, I–VII (1867–73), och dess fortsättning som Jahrbuch des norwegischen meteorologischen Instituts samt dettas Stormatlas (1870). Tillsammans med Cato Guldberg utarbetade han de för den dynamiska meteorologin grundläggande Études sur les mouvements de l'atmosphére, I–II (1876, 1880), tillsammans med Hugo Hildebrand Hildebrandsson Les orages dans la péninsule scandinave (Uppsala 1888) samt bearbetade ett betydligt arktiskt klimatologiskt material i de två stora verken The Norwegian North Polar Expedition 1893–96. VI. Meteorology (1905) och Meteorology. Report of the Second Norwegian Arctic Expedition in the ”Fram” 1898–1902 (1907) samt i den stora monografin Dæmringen i Norge (1908). Han bidrog i mycket hög grad till att popularisera meteorologin och utgav en ypperlig mindre handbok först under titeln Vind og veir (1872; senaste upplaga, Meteorologi, 1903); i utvidgad form kallad Grundzüge der Meteorologie (1875; många upplagor och översättningar).